# Saurita watsoni
Saurita watsoni là một loài bướm đêm thuộc phân họ Arctiinae. Loài này được Rothschild mô tả năm 1911. Loài này có ở Panama.